# Portão
thumb
Portão este un oraș în Rio Grande do Sul (RS), Brazilia.